# Lingua glaciale Nordenskjöld
La lingua glaciale Nordenskjöld  (in inglese Nordenskjöld Ice Tongue) è una lingua glaciale nella terra della regina Victoria in Antartide localizzata ad una latitudine di 76° 11′ S ed una longitudine di 162° 45′ E.
Scoperta durante la spedizione Discovery del 1901-04 è stata intitolata a Otto Nordenskjöld, comandante della spedizione antartica svedese degli inizi del XX secolo.